# Melese flavimaculata
Melese flavimaculata là một loài bướm đêm thuộc phân họ Arctiinae, họ Erebidae.